# Neuköln (Oberhausen)
Neuköln ist ein kleiner Ortsteil im nördlichsten Zipfel Oberhausens, der statistisch zum Stadtteil Walsumermark gehört. Er zählte Ende 2012 circa 150 Einwohner und weist eine Fläche von 248 ha auf. Neuköln liegt fast ausnahmslos an der Franzosenstraße (Landesstraße 397), westlich der zum Staatsforst Wesel gehörenden Schlägerheide. Im Südwesten liegt die kleine Siedlung Im Fort. Früher gehörte Neuköln zur Bürgermeisterei Hiesfeld. Von 1917 bis 1929 gehörte dieses Gebiet zu Sterkrade. Mit der Buslinie 954 des Verkehrsverbundes Rhein-Ruhr ist Neuköln an das Nahverkehrsnetz angeschlossen.
| Linie | Verlauf | Takt (Mo–Fr) |
| ----- | --- | ------------ |
| 954   | Walsumermark Hirschkamp – Neuköln – Brink – Walsumermark Eichsfeldstr. – Schmachtendorf – Waldhuck – Barmingholten – OB-Holten Bf – Holten Markt – Biefang Dienststraße – Buschhausen Friesen-/Beerenstraße – OB-Sterkrade Bf | 30 min       |

Der Ortsteil liegt etwa 1,5 km von der Autobahnauffahrt Dinslaken-Süd/OB-Schmachtendorf der A 3 entfernt. Der Parkplatz Franzosenstraße ist Ausgangspunkt zahlreicher Rad- und Wanderwege durch den Hiesfelder Wald und ins Rotbachtal.